# Kletterweltcup 2018
Der Kletterweltcup 2018 begann mit dem Boulder-Wettbewerb in Meiringen (Schweiz) am 13. April 2018 und endete mit dem Lead- und Speed-Wettbewerb in Xiamen (China) am 28. Oktober 2018. Die 30. Saison des Weltcups umfasste 22 Veranstaltungen an 14 Orten. Die Saison wurde Anfang September für die Kletterweltmeisterschaft 2018 in  Innsbruck unterbrochen.

## Weltcup Wertungen

### Lead
| Rang | Name                | Land        | Punkte |
| ---- | ------------------- | ----------- | ------ |
| 01   | Jakob Schubert      | Österreich  | 495    |
| 02   | Stefano Ghisolfi    | Italien     | 466    |
| 03   | Romain Desgranges   | Frankreich  | 356    |
| 03   | Domen Škofic        | Slowenien   | 356    |
| 05   | Min Hyunbin         | Südkorea    | 251    |
| 06   | Alexander Megos     | Deutschland | 230    |
| 07   | Taisei Homma        | Japan       | 217    |
| 08   | Sascha Lehmann      | Schweiz     | 206    |
| 09   | Yuki Hada           | Japan       | 192    |
| 10   | Francesco Vettorata | Italien     | 168    |

| Rang | Name            | Land       | Punkte |
| ---- | --------------- | ---------- | ------ |
| 01   | Janja Garnbret  | Slowenien  | 550    |
| 02   | Jessica Pilz    | Österreich | 505    |
| 03   | Jain Kim        | Südkorea   | 354    |
| 04   | Manon Hily      | Frankreich | 238    |
| 05   | Mei Kotake      | Japan      | 228    |
| 06   | Tjasa Kalan     | Slowenien  | 224    |
| 07   | Hannah Schubert | Österreich | 219    |
| 08   | Mina Markovič   | Slowenien  | 214    |
| 08   | Akiyo Noguchi   | Japan      | 214    |
| 10   | Mia Krampl      | Slowenien  | 211    |

### Boulder
| Rang | Name           | Land       | Punkte |
| ---- | -------------- | ---------- | ------ |
| 01   | Jernej Kruder  | Slowenien  | 442    |
| 02   | Tomoa Narasaki | Japan      | 400    |
| 03   | Rei Sugimoto   | Japan      | 334    |
| 04   | Alexei Rubzow  | Russland   | 296    |
| 05   | Gregor Vezonik | Slowenien  | 280    |
| 06   | Kokoro Fujii   | Japan      | 260    |
| 07   | Chon Jongwon   | Südkorea   | 247    |
| 08   | Tomoaki Takata | Japan      | 218    |
| 09   | Yuji Fujiwaki  | Japan      | 207    |
| 09   | Jakob Schubert | Österreich | 207    |

| Rang | Name                  | Land                   | Punkte |
| ---- | --------------------- | ---------------------- | ------ |
| 01   | Miho Nonaka           | Japan                  | 500    |
| 02   | Akiyo Noguchi         | Japan                  | 495    |
| 03   | Fanny Gibert          | Frankreich             | 320    |
| 04   | Janja Garnbret        | Slowenien              | 280    |
| 05   | Katja Kadic           | Slowenien              | 246    |
| 06   | Staša Gejo            | Serbien                | 222    |
| 07   | Ekaterina Kipriyanova | Russland               | 210    |
| 08   | Futaba Ito            | Japan                  | 179    |
| 09   | Shauna Coxsey         | Vereinigtes Königreich | 174    |
| 10   | Alma Bestvater        | Deutschland            | 168    |

### Speed
| Rang | Name              | Land                | Punkte |
| ---- | ----------------- | ------------------- | ------ |
| 01   | Bassa Mawem       | Frankreich          | 448    |
| 02   | Danylo Boldyrev   | Ukraine             | 437    |
| 03   | Dmitri Timofejew  | Russland            | 429    |
| 04   | Reza Alipour      | Iran                | 415    |
| 05   | Alexander Schilow | Russland            | 358    |
| 06   | Aspar Jaelolo     | Indonesien          | 341    |
| 07   | Alexander Schikow | Russland            | 289    |
| 08   | Ludovico Fossali  | Italien             | 272    |
| 09   | Li Jinxin         | Volksrepublik China | 254    |
| 10   | Wladislaw Deulin  | Russland            | 237    |

| Rang | Name                 | Land       | Punkte |
| ---- | -------------------- | ---------- | ------ |
| 01   | Anouck Jaubert       | Frankreich | 550    |
| 02   | Aries Susanti Rahayu | Indonesien | 420    |
| 03   | Julija Kaplina       | Russland   | 414    |
| 04   | Maria Krasavina      | Russland   | 402    |
| 05   | Anna Brozek          | Polen      | 299    |
| 06   | Elena Timofeeva      | Russland   | 298    |
| 07   | Anna Zyganova        | Russland   | 292    |
| 08   | Elena Remizova       | Russland   | 266    |
| 09   | Sari Agustina        | Indonesien | 239    |
| 10   | Victoire Andrier     | Frankreich | 235    |

## Podestplatzierungen Männer

### Lead
| Datum               | Ort               | 1. Platz          | 2. Platz          | 3. Platz         |
| ------------------- | ----------------- | ----------------- | ----------------- | ---------------- |
| 06.07. – 07.07.2018 | Villars-sur-Ollon | Jakob Schubert    | Romain Desgranges | Tomoa Narasaki   |
| 11.07. – 13.07.2018 | Chamonix          | Stefano Ghisolfi  | Jakob Schubert    | Alexander Megos  |
| 20.07. – 21.07.2018 | Briançon          | Alexander Megos   | Romain Desgranges | Domen Škofic     |
| 27.07. – 28.07.2018 | Arco              | Jakob Schubert    | Stefano Ghisolfi  | Domen Škofic     |
| 29.09. – 30.09.2018 | Kranj             | Stefano Ghisolfi  | Jakob Schubert    | Masahiro Higuchi |
| 20.10. – 21.10.2018 | Wujiang           | Romain Desgranges | Jakob Schubert    | Min Hyunbin      |
| 27.10. – 28.10.2018 | Xiamen            | Domen Škofic      | Stefano Ghisolfi  | Min Hyunbin      |

### Boulder
| Datum               | Ort       | 1. Platz        | 2. Platz       | 3. Platz       |
| ------------------- | --------- | --------------- | -------------- | -------------- |
| 13.04. – 04.04.2018 | Meiringen | Jernej Kruder   | Tomoa Narasaki | Alexei Rubzow  |
| 21.04. – 22.04.2018 | Moskau    | Tomoa Narasaki  | Jernej Kruder  | Gregor Vezonik |
| 05.05. – 06.05.2018 | Chongqing | Kokoro Fujii    | Sean McColl    | Alexei Rubzow  |
| 12.05. – 13.05.2018 | Tai'an    | Alex Khazanov   | Jernej Kruder  | Gregor Vezonik |
| 02.06. – 03.06.2018 | Hachiōji  | Gabriele Moroni | Tomoa Narasaki | Rei Sugimoto   |
| 08.06. – 09.06.2018 | Vail      | Rei Sugimoto    | Sean Bailey    | Tomoa Narasaki |
| 17.08. – 18.08.2018 | München   | Gregor Vezonik  | Jernej Kruder  | Jakob Schubert |

### Speed
| Datum               | Ort               | 1. Platz          | 2. Platz          | 3. Platz         |
| ------------------- | ----------------- | ----------------- | ----------------- | ---------------- |
| 21.04. – 22.04.2018 | Moskau            | Reza Alipour      | Wladislaw Deulin  | Veddriq Leonardo |
| 05.05. – 06.05.2018 | Chongqing         | Dmitri Timofejew  | Aspar Jaelolo     | Danylo Boldyrev  |
| 12.05. – 13.05.2018 | Tai'an            | Bassa Mawem       | Sabri Sabri       | Dmitri Timofejew |
| 06.07. – 07.07.2018 | Villars-sur-Ollon | Alexander Schikow | Alexander Schilow | Danylo Boldyrev  |
| 11.07. – 13.07.2018 | Chamonix          | Danylo Boldyrev   | Dmitri Timofejew  | Bassa Mawem      |
| 27.07. – 28.07.2018 | Arco              | Danylo Boldyrev   | Alexander Schilow | Reza Alipour     |
| 20.10. – 21.10.2018 | Wujiang           | Aspar Jaelolo     | Ludovico Fossali  | Reza Alipour     |
| 27.10. – 28.10.2018 | Xiamen            | Bassa Mawem       | Aspar Jaelolo     | Reza Alipour     |

## Podestplatzierungen Frauen

### Lead
| Datum               | Ort               | 1. Platz                | 2. Platz                | 3. Platz        |
| ------------------- | ----------------- | ----------------------- | ----------------------- | --------------- |
| 06.07. – 07.07.2018 | Villars-sur-Ollon | Janja Garnbret          | Jessica Pilz            | Jain Kim        |
| 11.07. – 13.07.2018 | Chamonix          | Jessica Pilz            | Janja Garnbret          | Jain Kim        |
| 20.07. – 21.07.2018 | Briançon          | Janja Garnbret          | Jessica Pilz            | Anak Verhoeven  |
| 27.07. – 28.07.2018 | Arco              | Janja Garnbret          | Jessica Pilz            | Anak Verhoeven  |
| 29.09. – 30.09.2018 | Kranj             | Jain Kim                | Janja Garnbret          | Hannah Schubert |
| 20.10. – 21.10.2018 | Wujiang           | Janja Garnbret Jain Kim | Janja Garnbret Jain Kim | Jessica Pilz    |
| 27.10. – 28.10.2018 | Xiamen            | Jessica Pilz            | Janja Garnbret          | Akiyo Noguchi   |

### Boulder
| Datum               | Ort       | 1. Platz       | 2. Platz       | 3. Platz              |
| ------------------- | --------- | -------------- | -------------- | --------------------- |
| 13.04. – 04.04.2018 | Meiringen | Miho Nonaka    | Janja Garnbret | Akiyo Noguchi         |
| 21.04. – 22.04.2018 | Moskau    | Janja Garnbret | Miho Nonaka    | Akiyo Noguchi         |
| 05.05. – 06.05.2018 | Chongqing | Akiyo Noguchi  | Miho Nonaka    | Staša Gejo            |
| 12.05. – 13.05.2018 | Tai'an    | Akiyo Noguchi  | Miho Nonaka    | Fanny Gibert          |
| 02.06. – 03.06.2018 | Hachiōji  | Akiyo Noguchi  | Miho Nonaka    | Ekaterina Kipriyanova |
| 08.06. – 09.06.2018 | Vail      | Alex Puccio    | Miho Nonaka    | Akiyo Noguchi         |
| 17.08. – 18.08.2018 | München   | Janja Garnbret | Miho Nonaka    | Akiyo Noguchi         |

### Speed
| Datum               | Ort               | 1. Platz             | 2. Platz         | 3. Platz             |
| ------------------- | ----------------- | -------------------- | ---------------- | -------------------- |
| 21.04. – 22.04.2018 | Moskau            | Anouck Jaubert       | Julija Kaplina   | Elena Timofeeva      |
| 05.05. – 06.05.2018 | Chongqing         | Aries Susanti Rahayu | Elena Timofeeva  | Puji Lestari         |
| 12.05. – 13.05.2018 | Tai'an            | Anouck Jaubert       | Sari Agustina    | Aries Susanti Rahayu |
| 06.07. – 07.07.2018 | Villars-sur-Ollon | Anouck Jaubert       | Victoire Andrier | Maria Krasavina      |
| 11.07. – 13.07.2018 | Chamonix          | Aleksandra Rudzińska | Anna Zyganova    | Maria Krasavina      |
| 27.07. – 28.07.2018 | Arco              | Julija Kaplina       | Maria Krasavina  | Anouck Jaubert       |
| 20.10. – 21.10.2018 | Wujiang           | Aries Susanti Rahayu | Anouck Jaubert   | Julija Kaplina       |
| 27.10. – 28.10.2018 | Xiamen            | Aries Susanti Rahayu | Julija Kaplina   | Anouck Jaubert       |